# Stockdorp
Stockdorp war ein in der friesischen Landgemeinde Reiderland oder Rheiderland in Ostfriesland gelegener Ort, der im Dollart untergegangen ist. Heute gehört der Teil des Dollarts zum Königreich der Niederlande.

## Geschichte
Stockdorp soll unter einer südlichen Einbiegung des Flusses Ehe gelegen haben. Es wurde in den „Werdener Urbaren“ um das Jahr 1000 als Stagasthorp erwähnt. Um 1450 wurde es als vakantes Kirchspiel aufgeführt, was wohl bedeutet, dass es schon sehr früh zu den bedrohten und wohl zu sehr geschädigten Kirchdörfern gehörte, von dem keine Einnahmen mehr einzuziehen waren. Man geht davon aus, dass es bis zum Jahr 1509 bestanden hat. Danach ist es in den Fluten des Dollarts versunken.